# Miraculix
Miraculix (fr. Panoramix) är byns druid i serierna om Asterix, skapad av René Goscinny och Albert Uderzo. Han är med i alla album. Miraculix kan bland annat tillaga den kända trolldrycken som ger en övernaturlig styrka. Men, han låter aldrig Obelix dricka eftersom Obelix ramlade ner i en gryta trolldryck när han var ung. Ett undantag är i albumet Asterix och Kleopatra där Obelix får dricka lite trolldryck för att han, Asterix och Miraculix ska kunna ta sig ur en pyramid.
Eftersom det är Miraculix som gör trolldrycken som gör huvudpersonerna oövervinnerliga, och den trolldrycken är en förutsättning för den lilla byns existens i det annars ockuperade Gallien, är Miraculix eller något han behöver ofta centralt för handlingen.  Till exempel i Asterix och Goterna, där han blir kidnappad, eller Asterix och Tvekampen där han tappar minnet på grund av en bautasten.